# Amt Mittelholstein

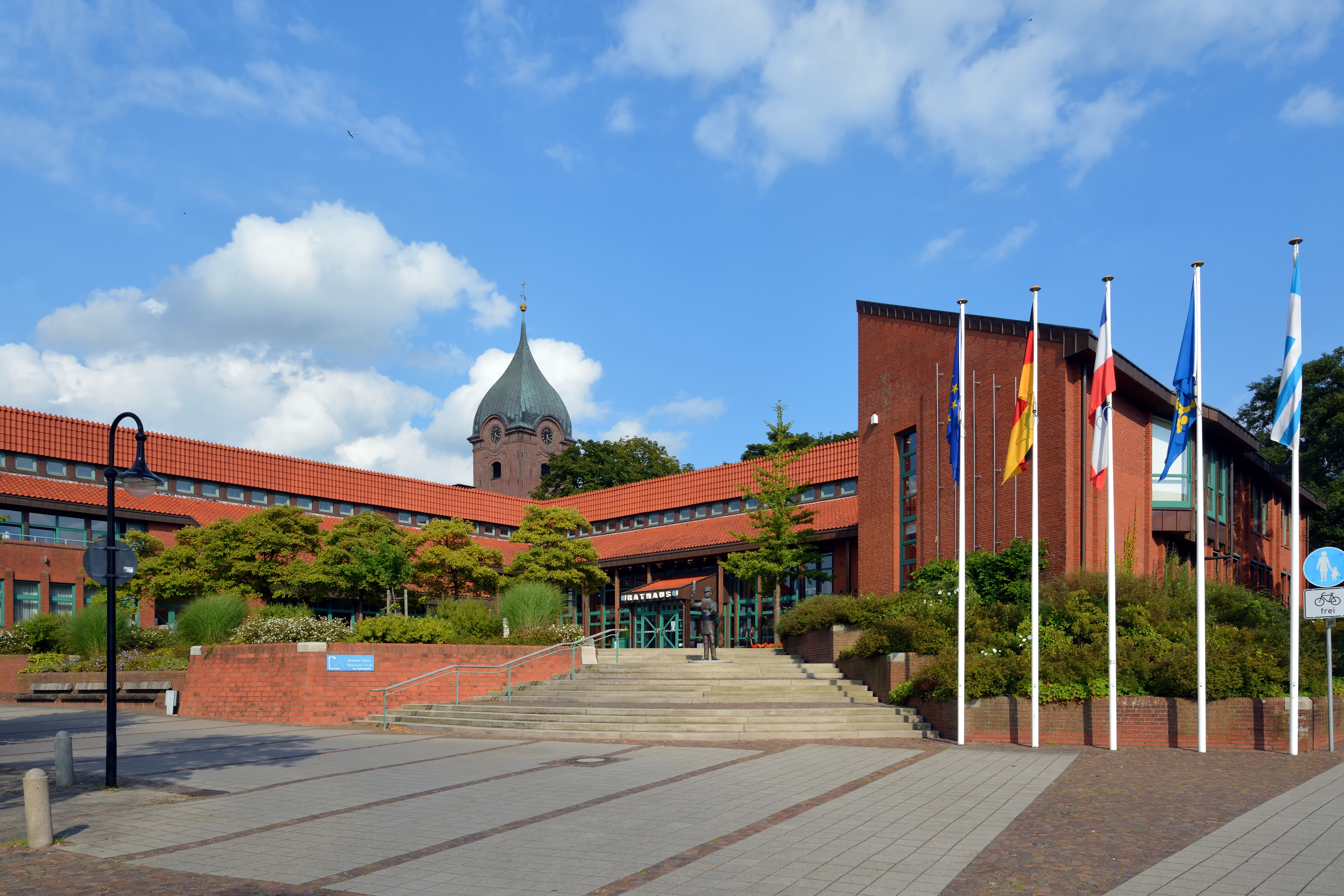
Der Amtssitz befindet sich im Rathaus Hohenwestedt

Das Amt Mittelholstein ist ein Amt im Kreis Rendsburg-Eckernförde in Schleswig-Holstein. Der Amtssitz befindet sich in Hohenwestedt; in Aukrug, Hanerau-Hademarschen und Padenstedt unterhält das Amt Bürgerbüros.

## Amtsangehörige Gemeinden
| 1. Arpsdorf 2. Aukrug 3. Beldorf 4. Bendorf 5. Beringstedt 6. Bornholt 7. Ehndorf 8. Gokels 9. Grauel 10. Hanerau-Hademarschen | 1. Heinkenborstel 2. Hohenwestedt 3. Jahrsdorf 4. Lütjenwestedt 5. Meezen 6. Mörel 7. Nienborstel 8. Nindorf 9. Oldenbüttel 10. Osterstedt | 1. Padenstedt 2. Rade b. Hohenwestedt 3. Remmels 4. Seefeld 5. Steenfeld 6. Tackesdorf 7. Tappendorf 8. Thaden 9. Todenbüttel 10. Wapelfeld |

## Geschichte
Das Amt wurde zum 1. Januar 2012 aus den Gemeinden der bisherigen Ämter Aukrug, Hanerau-Hademarschen und Hohenwestedt-Land sowie der Gemeinde Hohenwestedt gebildet. Dem Amt ist eine Verwaltungsgemeinschaft vorausgegangen, die zum 1. Januar 2007 gebildet wurde.

## Wappen
Blasonierung: „In Blau ein goldener Kranz mit zehn nach außen gewendeten dreiblättrigen Kleeblättern.“